# 秋菊山庄
秋菊山庄旅游风景区位于陕西省宝鸡市陇县关山乡，因张艺谋电影《秋菊打官司》曾在此地取景而得名。2010年8月7日，一群到深山乡游的年轻人偶然闯入山庄禁区，《瞭望东方周刊》跟进报道，这个地方才被揭露是当地有关部门多年集中关押上访民众的秘密所在地，而当地官方则称山庄是教育民众信访条例的地方。

## 概况
秋菊山庄位于陕西省宝鸡市陇县关山乡蒲峪河上游。20世纪90年代，张艺谋执导的电影《秋菊打官司》曾在此地取景，剧组并驻地工作了近两年。当地镇政府就借势投资开发了这家山庄，成为当地的一个旅游景点。

## 秋菊山庄关押上访民众事件

### 起因
2010年8月7日，来自西安市一家国内知名IT企业10人入住山庄。他们才一入住，便发现个别宾馆房间顶角安装了摄像头。嗣后，待一行人回到西安，即选择了他们最为熟悉的网络论坛，图文并举不断揭批山庄的摄像头事件及相关问题。秋菊山庄对于揭批的网帖并不示弱，很快跟帖反驳，他们一方面承认个别客房确实装有摄像头，但又声称这些客房并不是留给客人住的，而是“特定时期、特定情景下，公司管理的一种手段”。双方自此各说各话，拉开长达两月之久的网上论战。《瞭望东方周刊》注意到，截至2010年10月，这一讨论跟帖已达40多页，近10万人次点击。尽管如此，摄像头的谜底并没有在两个月的论战中显现出来。

### 关押访民
根据《瞭望东方周刊》的报道，陇县人民政府为了拦截向上级部门反映诉求的民众，向山庄投入大量人力物力，抽调了公安、法院、检察、司法、信访五家的工作人员上山，并安排学校教师轮班，每个单位都有主要领导挂帅，在山庄秘密关押上访者。在最繁忙那段时间，山庄上下两个院子都关了人，总共有70来号，皆为“民告官”者。
2010年8月20日，张武学和陇县访民杨生虎、杨根善、严敏娟、邹俊峰、马香香、杨惠娟一起前往省会西安市反映诉求。为了获得递进文书材料的机会，在被保安驱逐时，有人拿出铁链，将自己的脖子锁在了路边铁栏杆上。事情迅速被陇县得知，派出截访工作人员，劝他们跟等陇县的干部来，跟他们说，好安心回家。干部来了，让他们上了一台面包车。车没有送访民回家，而是继续进深山里的秋菊山庄。据杨生虎称，30名民警和其他当局工作人员一共约70人将他们7人架进了院子。31岁代课女教师出身的严敏娟在日记中记述，在被整整关押了26天的时间里，从未被允许走出1号四合院的大门，更遭到了脱光搜身，无法与外界联系。

### 当局回应
媒体向中共陇县政法委干部求证时，对方没正面回应：“这主要是让信访人员加强学习相关信访条例。”据悉，陇县为进一步管控访民，2010年7月还由县公安局成立34人的维稳大队。当局同样强调不是打压上访，仅“规范”上访秩序。